# Dendronephthya rubra
Dendronephthya rubra is een zachte koraalsoort uit de familie Nephtheidae. De koraalsoort komt uit het geslacht Dendronephthya. Dendronephthya rubra werd in 1899 voor het eerst wetenschappelijk beschreven door May. 